# Shave-Verfahren mit Mesh-graft Plastik
Das Shave-Verfahren ist ein lokales operatives Therapie-Verfahren zur Behandlung von Ulcus cruris, umgangssprachlich „Offenes Bein“ genannt.
Unter der Shave-Therapie ist die großzügige oberflächliche Exzision (Abtragung aller infizierten und nekrotischen Ulcusanteile bis auf gesundes, gut durchblutetes Gewebe) des Ulcus-Areals zu verstehen.

## Geschichte
Bereits 1956 führte Hynes Shave-Therapien bei plastisch-chirurgischen Eingriffen (chronische Strahlendermatitis) durch. Quaba berichtete dann 1987 über die erfolgreiche Behandlung therapieresistenter Ulcera cruris venosum durch „Layered Shaving“. Wissenschaftlich etabliert wurde das Verfahren aber erst durch Schmeller und Mitarbeiter in den Jahren 1994 bis 1999.

## Anwendung
Das Ulcus cruris venosum, umgangssprachlich auch „offenes Bein“ genannt, das aufgrund einer tiefen Veneninsuffizienz (Leitveneninsuffizienz, postthrombotisches Syndrom) nicht abheilt und als therapieresistent gilt, kann mit der technisch wenig aufwendigen Shave-Therapie behandelt werden. Dabei werden die Ulzera einschließlich der umgebenden Dermatoliposklerose operativ entfernt und die Defekte mit „gemeshter“ Spalthaut bedeckt.

## Spalthaut als Spenderhaut
Im ersten Schritt, vor der eigentlichen „Layered Shaving“ Ulkus-Behandlung, wird ausreichend Spenderhaut entnommen. Sie dient nach der OP zur plastischen Hautdeckung des Wundgrundes. Die Hautentnahme sollte nach Möglichkeit am erkrankten Bein erfolgen, bevorzugt vom lateralen Oberschenkel, der eine stabile und ausreichend dicke Hautschicht anbietet. Hierbei wird nur die obere Hautschicht entfernt, so dass eine Art Schürfwunde entsteht, die leicht wieder heilen kann. Schichtdicken von 0,3–0,4 mm Spalthaut haben sich bewährt. Dickere Haut heilt schlechter ein, dünnere Maschenhaut ist weniger belastungsstabil und alltagstauglich.

## Shave-Therapie
Die Shave-Therapie wird meist in Intubationsnarkose oder Spinalanästhesie, bei kleineren Ulzerationen aber auch in Lokal- oder Tumeszenzanästhesie durchgeführt.
Bei diesem Verfahren wird das Ulkus und ein möglichst großer Teil der umgebenden Dermatoliposklerose mit dem „Schink Handdermatom“ tangential in dünnen Schichten entfernt, bis in der tiefen Subkutis besser durchblutetes Gewebe (Auftreten gleichmäßiger „Blutpunkte“) sichtbar und deutlich weniger induriertes (verhärtetes) Gewebe palpierbar ist.
Entscheidend sind dabei das Schaffen einer „frischen Wunde“ mit reichlich kapillären Blutungen und die direkte Deckung des Defektes mit einer Spalthaut.
Im Bereich der Sklerose liegende insuffiziente Perforansvenen werden dabei durchtrennt und bei starker Blutung gegebenenfalls umstochen. Die Shave-Tiefe ist abhängig von der Ausdehnung der Induration und reicht maximal bis zur Unterschenkelfaszie, die nicht eröffnet wird. Bei Dermatolipofasziosklerose ist diese in dem „verbackenen“ Gewebe jedoch nicht immer deutlich von der Umgebung abgrenzbar.
Durch die Shave-Therapie erfolgt somit eine Verlagerung der Wundheilung von einem oberflächlichen Bereich mit stark ausgeprägten trophischen Veränderungen in einen tiefer liegenden Bereich mit geringer ausgeprägten Veränderungen. Die gestörte Wundheilung (Ulkus) in Dermis und oberer Subkutis wird in eine Wundheilung (Transplantat) in der tieferen Subkutis umgewandelt.

## Mesh-graft-Plastik
Dem Shave-Verfahren schließt sich meist eine plastische Hautdeckung des Wundgrundes (Mesh graft-Hauttransplantation) (engl. mesh=Netz, graft=Transplantat) an.
Die vorher entnommene Haut wird nun durch das Einschneiden eines rautenförmigen Gitters auf die ca. dreifache Größe gebracht (der Fachbegriff dafür ist Meshgraft, was so viel wie Netztransplantat bedeutet), anschließend auf das vorbereitete Wundareal aufgelegt und mit wenigen Klammern befestigt. Durch die Anwendung des Spalthautverfahrens können auch größere Hautdefekte durch ein relativ kleines Stück Spalthaut abgedeckt werden. Die Öffnungen im Hautnetz haben zudem den Vorteil, dass entstehendes Wundsekret abfließen kann. Um das sich bildende Wundwasser zu entfernen sowie das Transplantat auf den Untergrund fest anzudrücken, wird abschließend eine Vakuumversiegelung angewendet.
Am Ort der Transplantataufbringung heilt das Spalthautstück innerhalb von ein bis zwei 2 Wochen ein und verschließt die Wunde mit einer neuen Hautschicht. Voraussetzung für das Gelingen der Spalthauttransplantation ist eine infektionsfreie granulierende Wunde.

## Nachbehandlung
Die ersten Verbandswechsel finden am dritten Tag nach der Shave-OP und anschließend alle zwei bis drei Tage statt. Die Entlassung mit Kurzzugbinden am Unterschenkel erfolgt meist zwei bis drei Wochen postoperativ. Da nach der symptomatisch wirksamen Shave-Therapie die pathologischen Refluxes im tiefen Venensystem unverändert bestehen bleiben, ist postoperativ eine konsequente Kompressionstherapie notwendig.
Um ein dauerhaftes Heilungsergebnis zu erreichen und Rezidive zu vermeiden, ist auch im weiteren Verlauf eine Kompressionstherapie durchzuführen und durch Lymphdrainage zu ergänzen.